# Iriomote
Iriomote (japonsky 西表島) je jeden z ostrovů souostroví Jaejama, části souostroví Rjúkjú na východním okraji Východočínského moře. Je součástí Japonska, kde patří do prefektury Okinawa.
Ostrov má rozlohu přibližně 289 čtverečních kilometrů, v roce 2021 na něm žilo 2379 obyvatel. Z administrativního hlediska je součástí japonského města Taketomi. Nejvyšší bod ostrova má nadmořskou výšku 469,5 m n. m. Leží přibližně 1000 kilometrů jihozápadně od Kjúšú a 200 km východně od Tchaj-wanu a má vlhké subtropické podnebí. 25 km severovýchodně od ostrova se nachází podmořská sopka Iriomote-džima.

## Fotogalerie

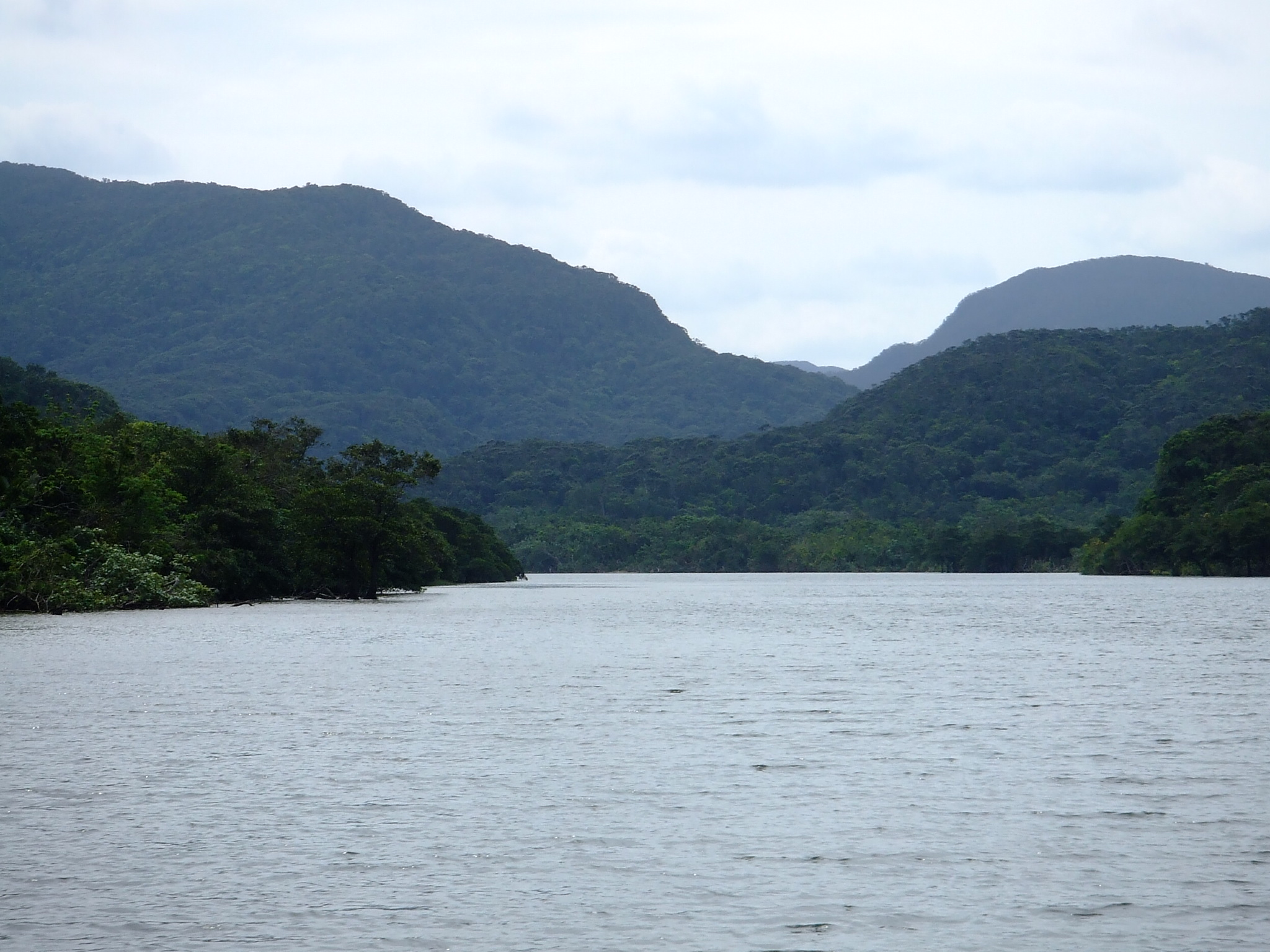
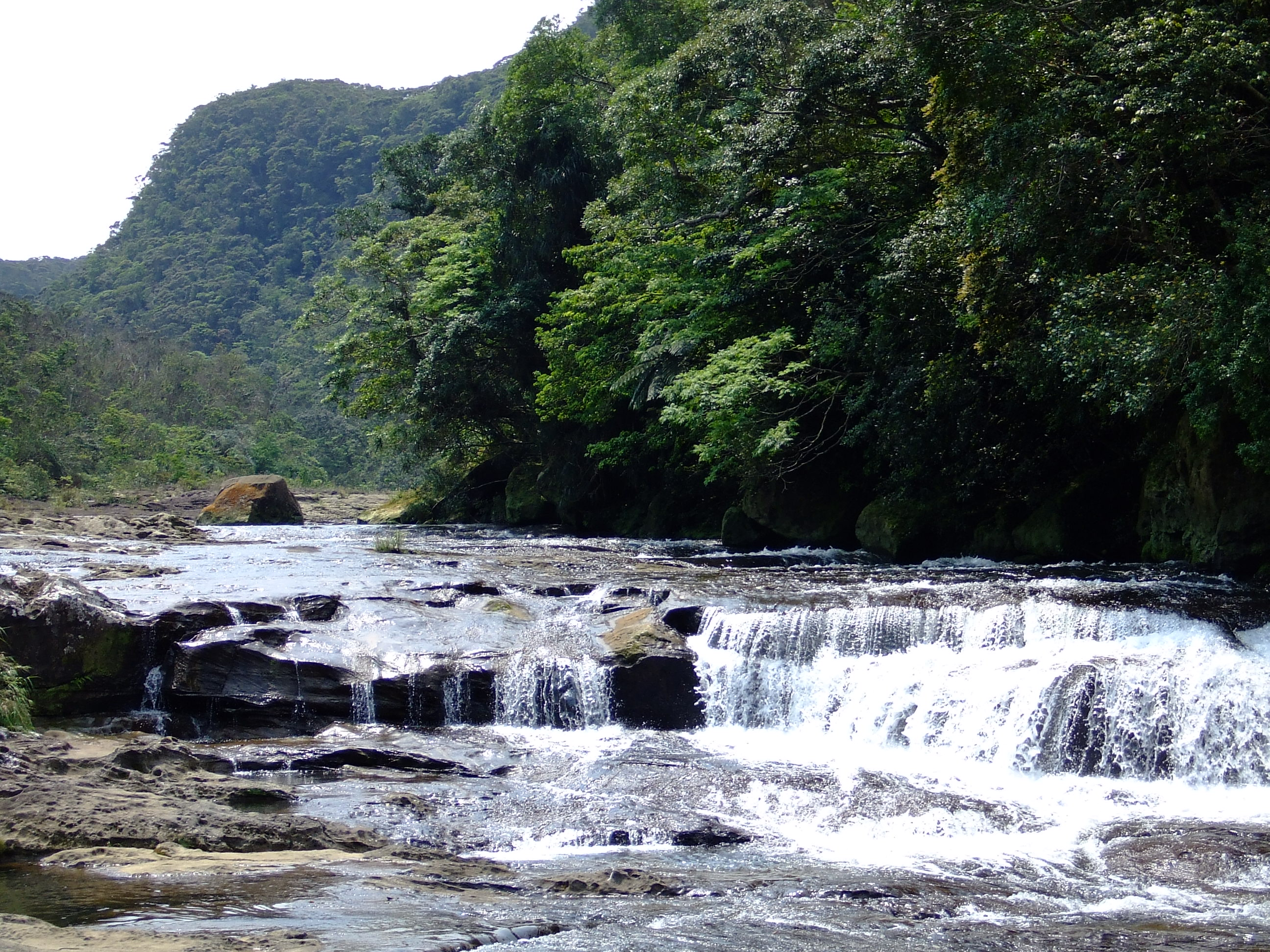
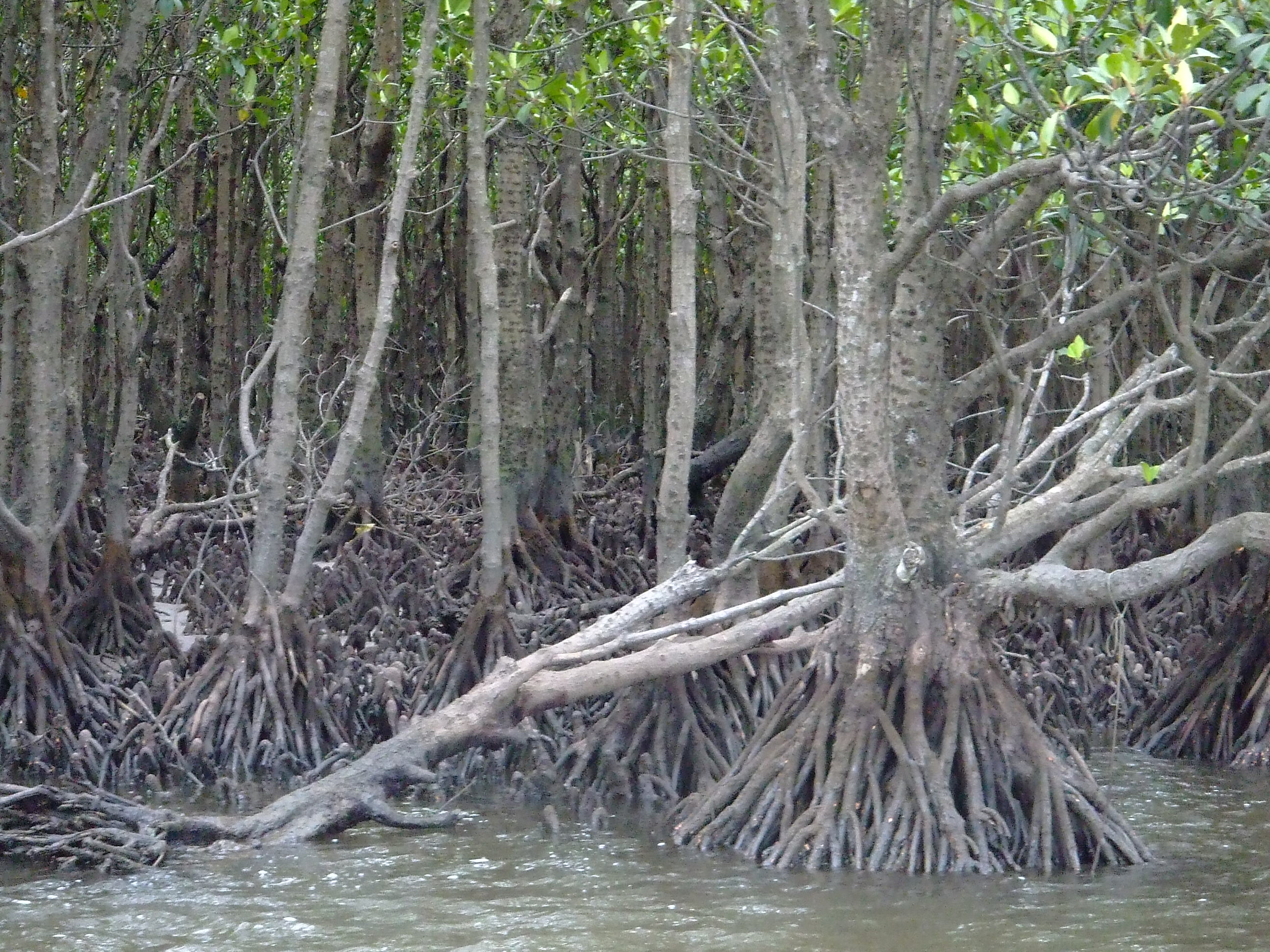
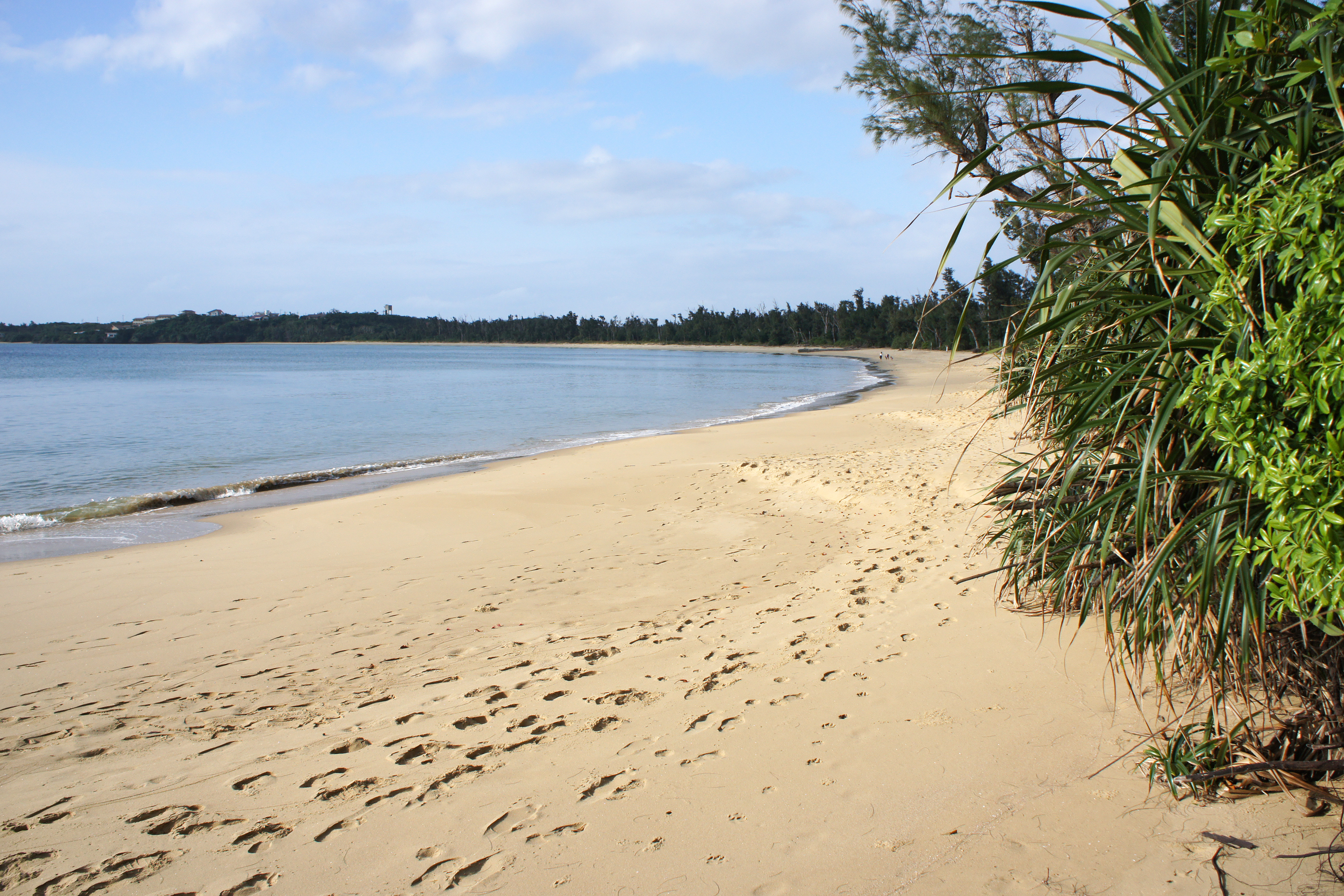

## Světové dědictví UNESCO
V červenci 2021 byla podstatná část ostrova (20 822 hektarů; přibližně 72% rozlohy ostrova) pro svoji jedinečnou biodiverzitu zapsána na seznam světového přírodního dědictví UNESCO současně s dalšími ostrovy souostroví Rjúkjú pod společným názvem „ostrovy Amami Óšima, Tokunošima, severní část Okinawy a Iriomote“. Kritériem pro zápis byl bod (x): obsahuje nejdůležitější a nejvýznamnější přírodní biotopy klíčové pro zachování místní biologické rozmanitosti, včetně takových biotopů, kde se nachází ohrožené druhy rostlin a živočichů výjimečné světové hodnoty z hlediska vědy a ochrany přírody. Z endemických druhů lze např. jmenovat savce Prionailurus bengalensis iriomotensis, Pteropus dasymallus, ptáka Iriomote tit, plazy Mauremys mutica, Elaphe taeniura schmackeri a Takydromus dorsalis a další. 